# Illice citrina
Illice citrina är en fjärilsart som beskrevs av Druce 1885. Illice citrina ingår i släktet Illice och familjen björnspinnare. Inga underarter finns listade i Catalogue of Life.